# کیم سون وو (پنج‌گانه مدرن)
کیم سون وو (کره‌ای: 김선우؛ زادهٔ ۶ اکتبر ۱۹۹۶) ورزشکار پنج‌گانه مدرن اهل کره جنوبی است. او در بازی‌های المپیک تابستانی ۲۰۱۶ حضور پیدا کرده است.